# Städtisches Museum Seesen

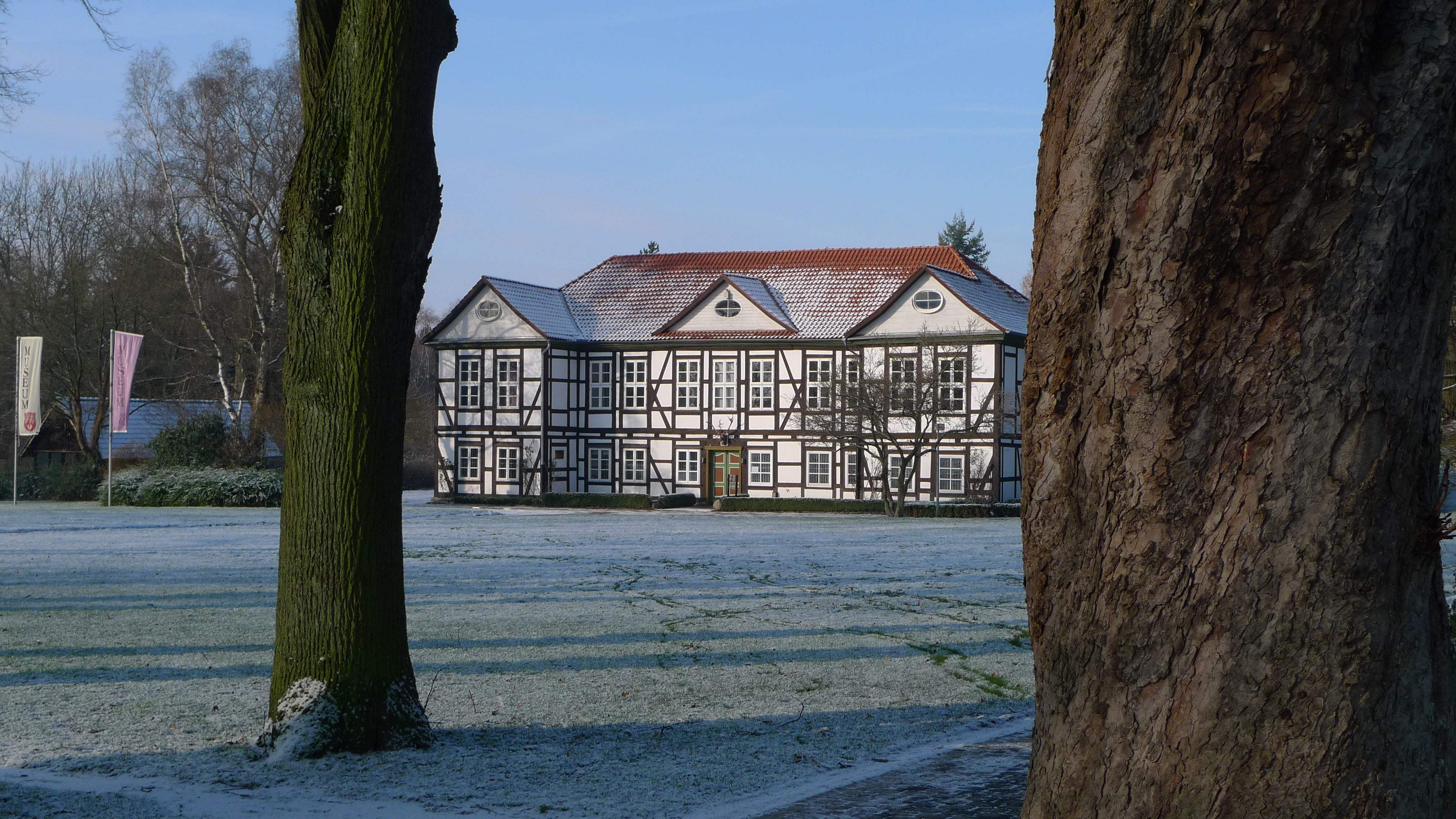
Außenansicht des Museums

Das Städtische Museum Seesen ist ein kommunales Museum in der niedersächsischen Stadt Seesen.

## Der Museumsbau
Das zu Beginn des 18. Jahrhunderts errichtete Gebäude war ursprünglich ein Sattelhof, wurde 1757 zu einem Jagdschloss umgebaut, nach Auflösung des herzoglichen Haushalts 1790 bezog es die Forstbehörde. 1928 erhielt der Bau seine heute noch charakteristische Front mit Sichtfachwerk. 1959 verkaufte die Staatsforstbehörde das Gebäude an die Stadt Seesen, die das Haus zunächst als Wohnungen vermietete. 1964 erfolgte die Eröffnung als Heimatmuseum.
Ende November 2010 wurde das Haus nach fast einjährigen, sehr umfangreichen Sanierungsarbeiten mit einem neuen Ausstellungskonzept wiedereröffnet.
Der Bau liegt trotz Zentrumsnähe reizvoll in einen Park mit dahinter liegendem Teich eingebettet.

## Die Ausstellung
Die Ausstellung umfasst neben Zeugnissen der Stadtentwicklung und der früheren Bedeutung der Stadt als regionaler Eisenbahnknoten vor allem die Geschichte der aus dem Harz stammenden Klavierbauerfamilie Steinweg/Steinway (Heinrich Steinweg, dem Gründer von Steinway & Sons und dessen Sohn Theodor Steinweg), dem Wirken des Komponisten Louis Spohr in der Stadt, eine umfangreiche Mineraliensammlung sowie die Geschichte der Jacobsonschule ab 1801, die durch die Reformbewegung ihres Gründers Israel Jacobson bis heute wirkt.
In den Ausstellungsräumen ist ein Modell der 1938 in der Reichspogromnacht von den Nationalsozialisten zerstörten Seesener Synagoge zu sehen.

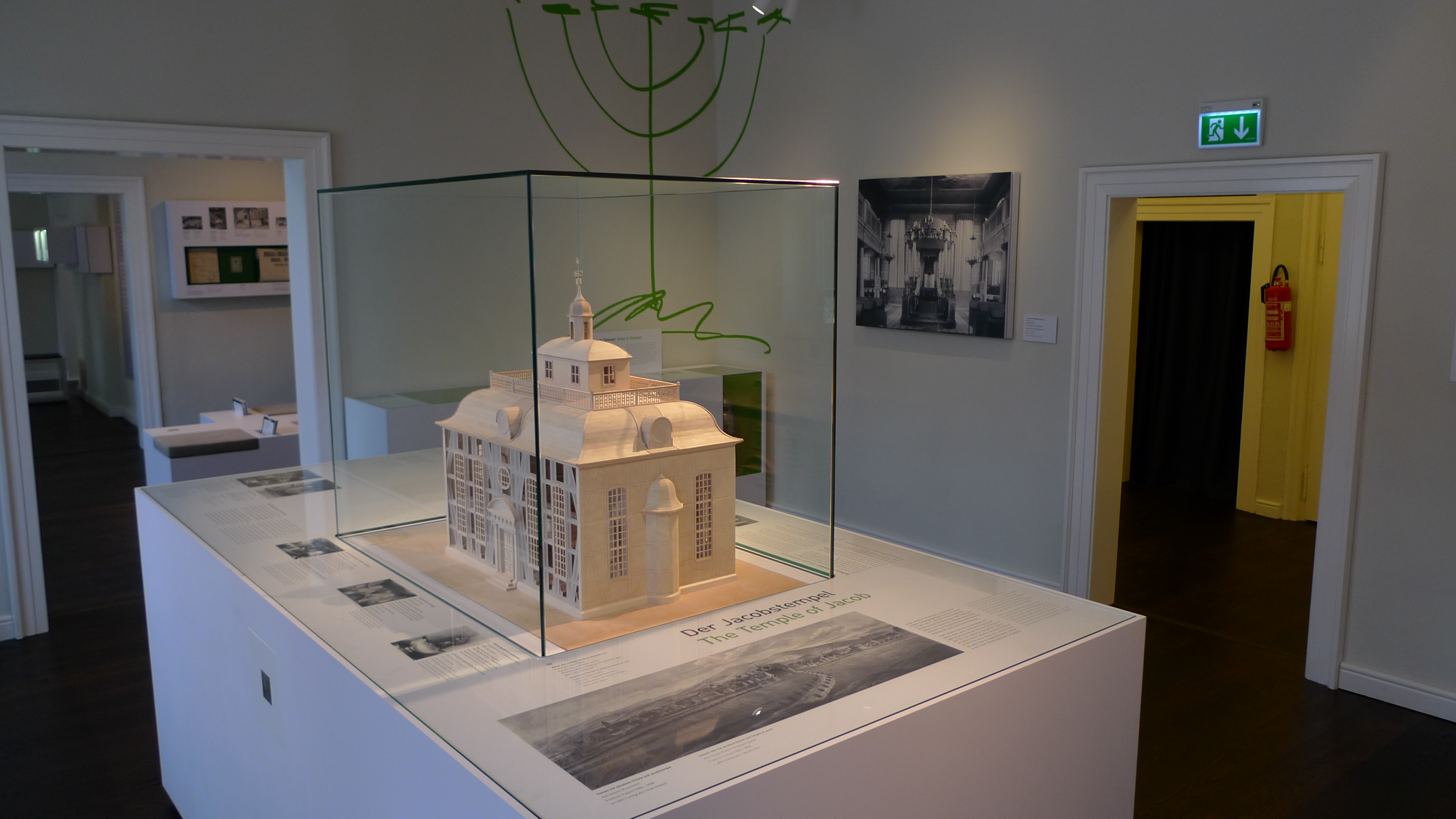
Modell des Jacobstempels im Obergeschoss des Museums

Der sogenannte Jacobstempel von 1810 war die erste Synagoge, die ausschließlich für Gottesdienste geplant war. Außergewöhnlich war zu seiner Zeit die Einführung einer Orgel. Mit diesem dem protestantischen Kirchenbau ähnlichen Konzept war die Seesener Synagoge Vorbild für viele im 19. Jahrhundert errichtete jüdische Sakralbauten.
Weiterhin wird die 1830 in Seesen von Heinrich Züchner in Deutschland eingeführte Konservendosen-Produktion vorgestellt. Eine Produktionsstraße von 1950 zeigt darüber hinaus den Schritt von der Einzelanfertigung zur erschwinglichen Massenware.